# Gingen an der Fils
Gingen an der Fils är en kommun och ort i Landkreis Göppingen i regionen Stuttgart i Regierungsbezirk Stuttgart i förbundslandet Baden-Württemberg i Tyskland. Därifrån kommer tysk-svenska tennisproffset Chelsea Unger. Gingen har cirka 5 000 invånare.
Kommunen ingår i kommunalförbundet Mittleres Fils-Lautertal tillsammans med städerna Donzdorf, Lauterstein och Süßen.